# جسی آشر
جسی آشر (انگلیسی: Jessie Usher؛ زادهٔ ۲۹ فوریهٔ ۱۹۹۲) بازیگر تلویزیون و بازیگر سینما اهل ایالات متحده آمریکا است.
از فیلم‌ها یا برنامه‌های تلویزیونی که وی در آن نقش داشته‌است می‌توان به روز استقلال: بازخیز، تقریباً کریسمس، و شفت اشاره کرد.